# Bimbo, Romarin et Miksy
Bimbo, Romarin et Miksy est une série de bande dessinée de Guy Depière publiée dans le périodique Bimbo.